# Монсаррат (департамент)
Департамент Монсарра́т (кат. Departament de Montserrat, фр. Департамент Монсерра́, Département de Montserrat) — французький департамент з центром у Барселоні за часів Французької імперії Наполеона І. Був створений 26 січня 1812 р., включав території сучасних районів Баш-Любрагат, Ал-Панадес, Баш-Панадес, Бальєс-Уксідантал, Бальєс-Уріантал, Барсалунес, Марезма та сусідні території. Центром департаменту (префектурою) було проголошено Барселону. Манреза та Білафранка-дал-Панадес стали під-префектурами.
7 березня 1813 р. департамент Монсаррат було об'єднано з департаментом Устя Ебри в один департамент Устя Ебри — Монсаррат з центром (префектурою) у Барселоні.
Департамент припинив своє існування у 1814 року, коли Франція вивела свої війська з Іберійського півострова, які перебували там ще з 1807 року. Офіційно адміністративний поділ Каталонії на департаменти було скасовано 10 травня 1814 року.